# Андромеда (хотел в Солун)
„Андоромеда“ или бивш „Континентал“ (на гръцки: Ξενοδοχείο «Ανδρομέδα», «Κοντινεντάλ») е емблематичен хотел в град Солун, Гърция.

## Местоположение
Имението е разположено на улица „Комнини“ № 5 и улица „Калапотакис“, по диагонал от хотел „Луксемвурго“.

## История
Сградата е построена в 1929 година по проект на солунския инженер Жак Моше в изискан хотелски район, който обаче е опустошен от Солунския пожар в 1917 година. Оригиналните собственици са братята Давид и Яков Йомтов Бенвенисте, търговци. Построен е за хотел под името „Континентал“, за каквато цел служи и към началото на XXI век. Принадлежи към хотелите от клас „А“ заедно с „Виени“, „Мегали Вретания“, „Минерва“, „Атлас“ на улица „Егнатия“ и „Неа Митрополис“ на улица „Сингрос“. В 1983 година е обявен за защитен обект, но в 1998 година решението е изменено, за да се ограничи запазването само до фасадите на сградата, което ги прави единствената автентична част от оригиналната сграда.

## Архитектура
Сградата се състои от партер и три етажа. Съгласно разрешението за строеж от 1924 година, сградата се състои от партер и два етажа. От описателния доклад става ясно, че на приземния етаж ще има магазини и че трите етажа, които са внедрени, ще се използват за хотелската част. Според черновите всеки етаж включва тринадесет стаи.
Фасадите на черновите описват различна сграда от тази, която е построена, въпреки че основните принципи на организацията са запазени. По този начин основната фасада на сградата на улица „Комнини“ е организирана в три части с подчертана централна вертикална ос. В основата стои монументалният сводест вход на хотела, защитен от изпъкналата централна част на балкона на първия етаж, поддържан от вградени колони и защитен от парапет с колони.
Първите два етажа са организирани между два изпъкнали периметърни корниза, в ширината на които са включени всички балкони на първия и третия етаж. Вертикалните корнизи на двата етажа са разделени от фалшиви колони с йонийски капители.